# Shinkai (HU 06)
Pour les articles homonymes, voir Shinkai.
Le HU 06 Shinkai est un sous-marin de poche habité de recherche océanographique japonais appartenant à la Garde côtière du Japon et mis en service de 1970 à 1981. Il s'agissait du premier engin de recherche japonais en eaux profondes et le seul ayant appartenu à la garde côtière japonaise.

## Historique
Le véhicule a été construit par Kawasaki Heavy Industries à Kobe en 1969. Il pouvait alors aller jusqu'à 600 mètres de profondeur et avait la plus grande plage de profondeur de tous les véhicules de recherche habités au Japon. Il était lancé à partir du navire de soutien Otome Maru. En opération réelle il fonctionnait en coopération avec la Japan Agency for Marine-Earth Science and Technology(JAMSTEC) et utilisait la méthode d'utilisation conjointe par chaque établissement de recherche.
Deux pilotes et deux chercheurs travaillent dans deux coques en acier à haute résistance. Trois hublots de vision en polyméthacrylate de méthyle sont disposés à l'avant et de chaque côté du véhicule.

## Mission
Le submersible a participé à des études marines telles que des études géologiques sous-marines, des enquêtes sur les lieux de pêche et les conditions de la mer sous-marine (courant marin, température de l’eau, salinité, localité) dans la mer près du Japon et a obtenu de nombreux résultats. Cependant, son navire de soutien Otome Maru était âgé et a été abandonné en janvier 1977. De plus, comme les eaux territoriales du Japon passaient de 3 à 12 milles marins, il devenait nécessaire d’élargir la portée de la zone de relevé. Le Shinkai 2000 a donc été développé comme successeur et le Shinkai a été retiré définitivement en 1981.
Après sa retraite, il a longtemps été conservé et exposé à la Japan Coast Guard Academy (en) de la ville de Kure, dans la préfecture d'Hiroshima, mais a été déplacé sur le site extérieur du Musée Yamato de Kure, ouvert en 2005.

## Galerie

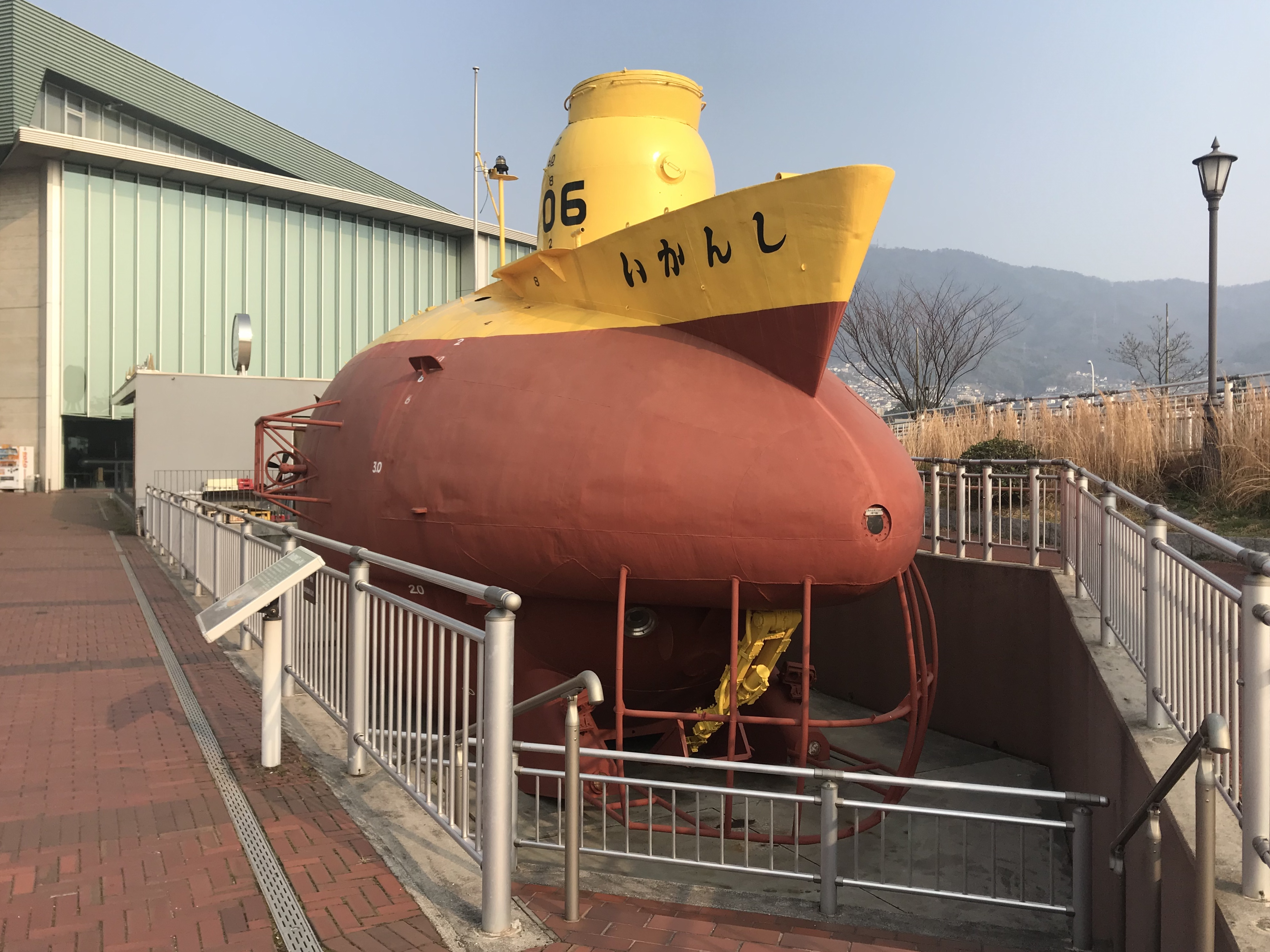
Shinkai HU 06
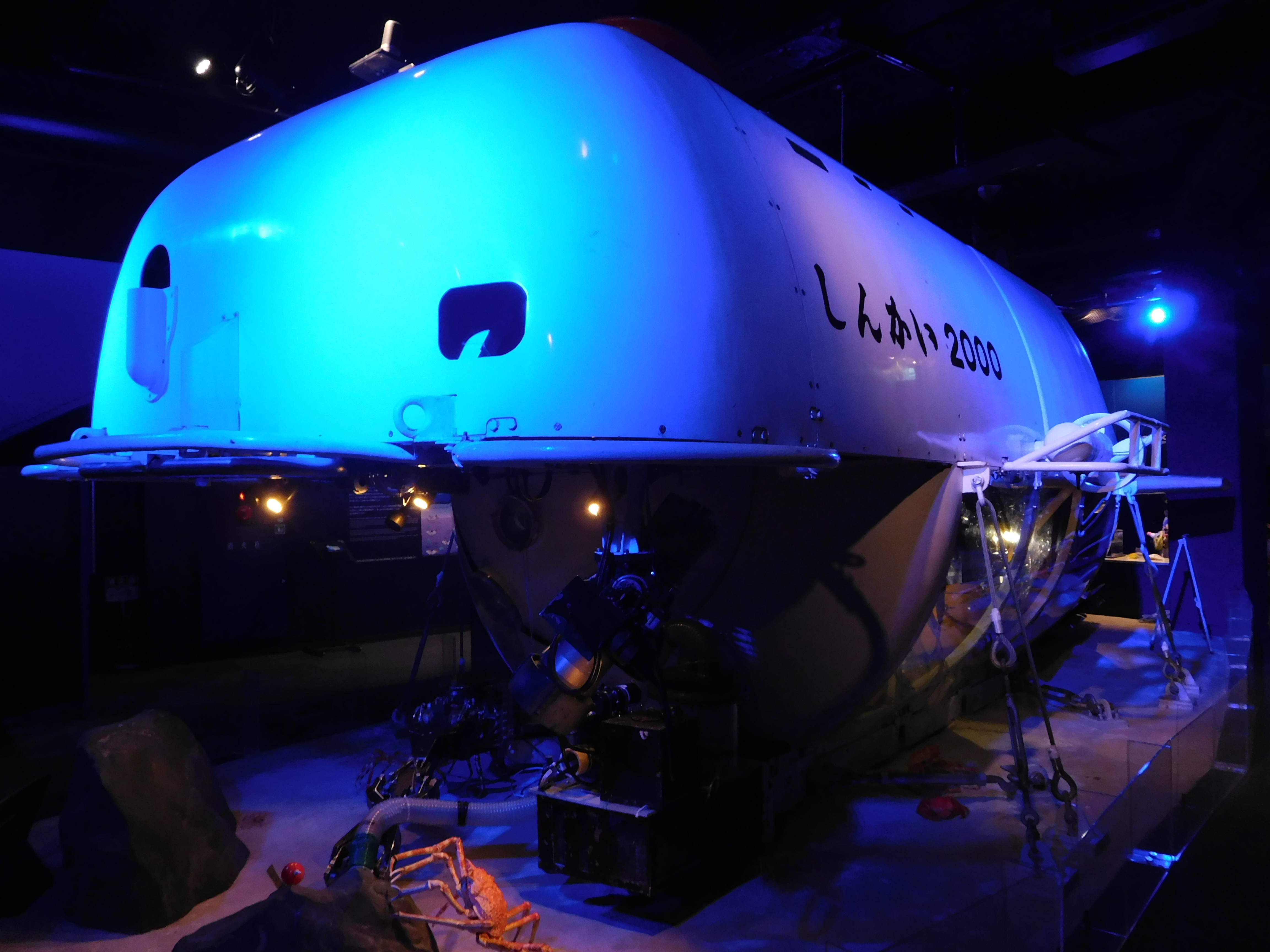
Shinkai 2000
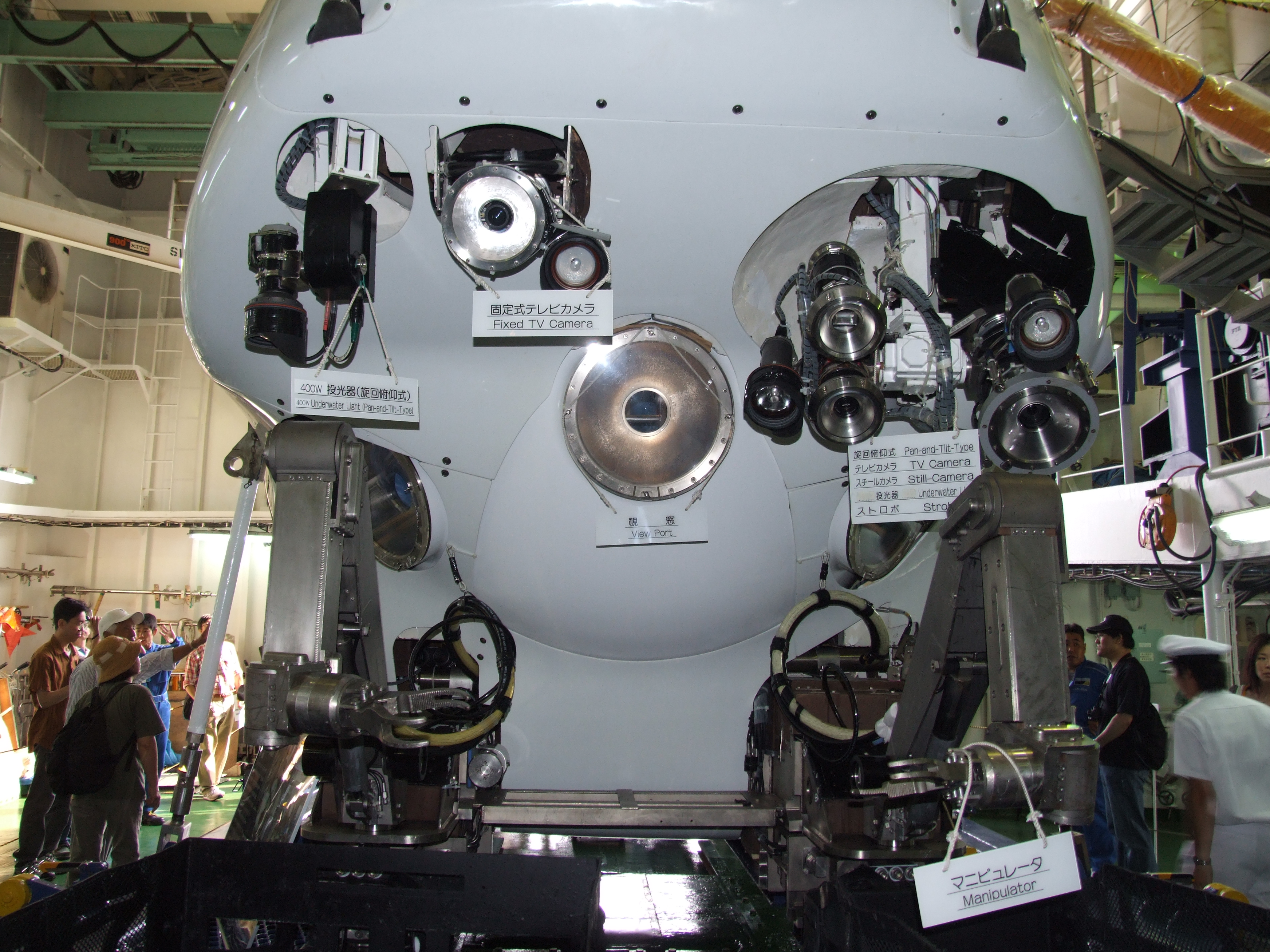
Shinkai 6500